# 深井聚水塘

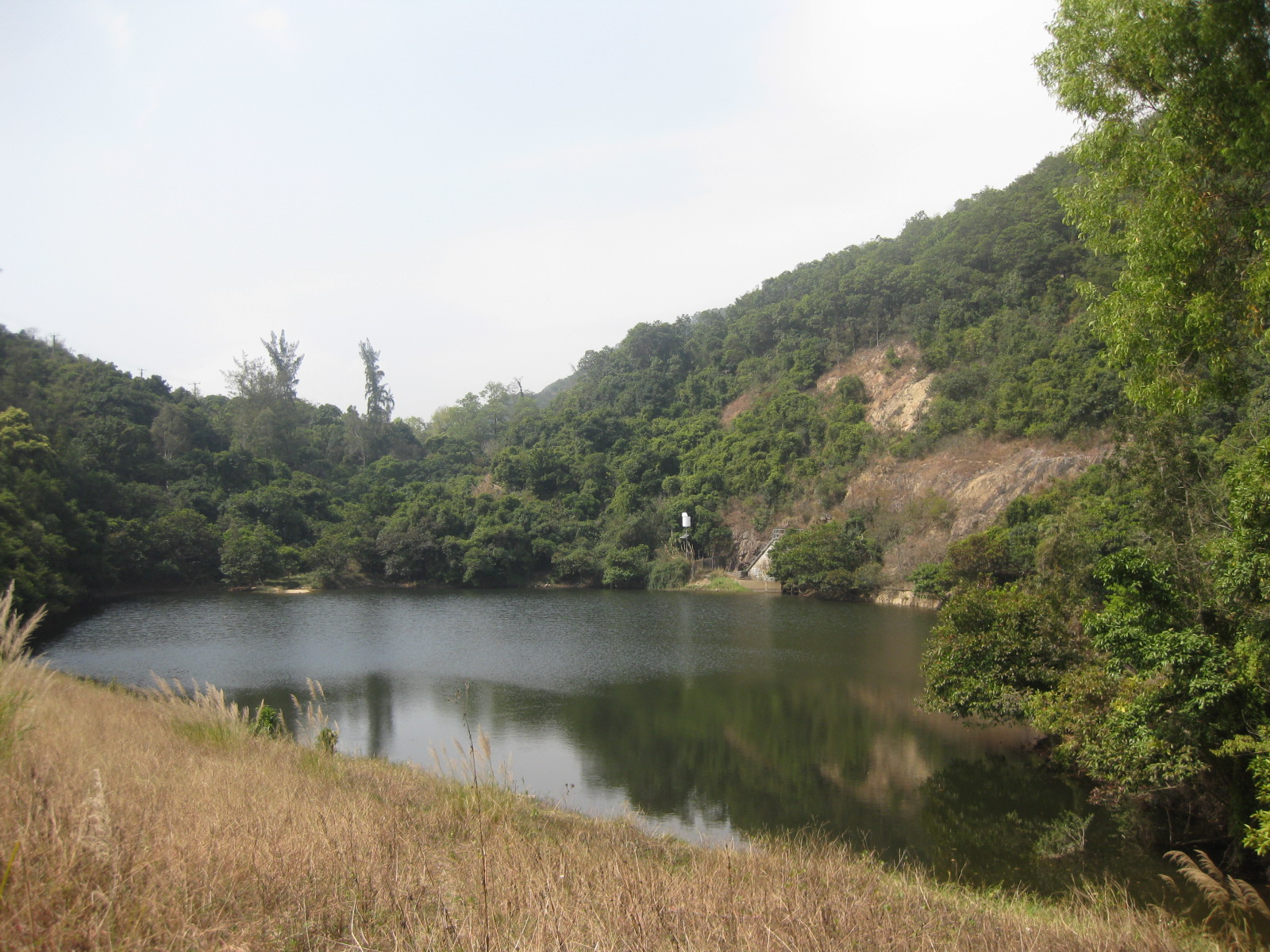
深井沉澱池

深井沉澱池（英語：Sham Tseng Settlement Basin），又稱作深井沉澱塘、深井水塘、深井聚水塘或大坑瀝水塘，是位于香港荃湾区深井的水塘，其主水源起深井清快塘以西「鬼怒坑」（大坑瀝），可直接为深井和青龙头一带的居民提供食水。深井濾水廠就在其西南偏南不遠處。當然，塘如其名，水塘另外一個重要功能，是將和山水一起流下來的泥沙及枯枝沉澱，當水塘溢滿時，水塘的食水會經地下隧道流到大欖涌水塘，起了淨化食水之作用。深井沉澱池位於大欖郊野公園邊緣，由於毗連深井市區，假日不少遊人前往野餐。
另外，因著名品牌香港生力啤酒廠曾經在深井岸邊現碧堤半島設廠，而深井東北之深井坑流水中有類似林村河为流水造落差所構成的人造河壩河潭，因此有網民戲稱之為「生力啤小水塘」，但此「水塘」並不等同於坐落在深井西北方大坑瀝流水上之深井沉澱池。

## 資料來源
1. ↑   （页面存档备份，存于） 香港山澗叢集
2. ↑   （页面存档备份，存于） 山野之人
3. ↑   （页面存档备份，存于） 香港地方
4. ↑   （页面存档备份，存于） 香港山澗叢集